# Dornier Do 26
Дорнье Do 26 — немецкая летающая лодка (дальний морской разведчик) времён Второй мировой войны. Разработан компанией Дорнье; первый полёт совершил в 1938 году. 
Экипаж 4 человека. 
Вооружение: одна 20-мм пушка МG-151 в носовой башне, по одному 7,9-мм пулемету МG-15 в двух боковых блистерах за крылом и на нижней установке за вторым реданом.

## Создание
Do 26 разрабатывался с 1936 года по заказу авиакомпании Люфтханза для эксплуатации на маршруте Лиссабон — Нью-Йорк.

## Дизайн и описание
Do 26 иногда называют[кто?] «самым красивым летающим самолётом, когда-либо построенным». Он имел цельнометаллическую конструкцию. Фюзеляж был с одним килем, крылья были конфигурации «крыло чайки», внешние секции оснащались полностью убирающимся, подкрыльевыми поплавками, при этом нижняя часть корпуса лишена фамильных боковых поплавков-«жабр» «Дорнье».
Его четыре двигателя, двухтактных оппозитно-поршневых дизеля Junkers Jumo 205C , были установлены тандемно в гондолах, которые были расположены на стыке между центропланом и консолями крыла. Вал заднего двигателя может отклоняться вверх на 10° при взлете и посадке, чтобы не допустить контакта между трехлопастным воздушным винтом и не создавать брызг воды перед винтами.
Хвостовое оперение было обычной конструкции, состоящее из горизонтального стабилизатора и одного, вертикальный плавника с руля.

## Служба и боевое применение
Два самолёта Do 26 эксплуатировались авиакомпанией Люфтханза, но после начала Второй мировой войны Do 26 были переданы люфтваффе. С 1940 года Do 26 участвовали в обеспечении высадки в Норвегии. В ходе этой кампании все самолёты были потеряны.

## Летно-технические характеристики
Технические характеристики
- Экипаж: 4
- Длина: 24,5 м
- Размах крыла: 30 м
- Высота: 6,9 м
- Площадь крыла: 120 м²
- Масса пустого: 10 200 кг
- Максимальная взлётная масса: 20 000 кг
- Силовая установка: 4 × Junkers Jumo 205 C
- Мощность двигателей: 4 × 600 л. с. (4 × 447 кВт)

Лётные характеристики
- Максимальная скорость: 335 км/ч
- Крейсерская скорость: 310 км/ч
- Практическая дальность: 9000 км (5592 миль)
- Практический потолок: 4600 м

Вооружение
- Стрелково-пушечное: 20-мм пушка MG 151, 7,9-мм пулемёт МG 15